# Nocloa
Nocloa là một chi bướm đêm thuộc họ Noctuidae.

## Loài
- Nocloa alcandra (Druce, 1890)
- Nocloa aliaga (Barnes, 1905)
- Nocloa cordova (Barnes, 1907)
- Nocloa duplicatus (J.B. Smith, 1891) (alternative spelling Nocloa duplicata)
- Nocloa nanata (Neumoegen, 1884)
- Nocloa pallens (Tepper, 1882)
- Nocloa pilacho (Barnes, 1904) (alternative spelling Nocloa pilaco)
- Nocloa plagiata Smith, 1906
- Nocloa rivulosa Smith, 1906